# 204602 Lawrencebrown
204602 Lawrencebrown è un asteroide della fascia principale. Scoperto nel 2005, presenta un'orbita caratterizzata da un semiasse maggiore pari a 2,866503 UA e da un'eccentricità di 0,038535, inclinata di 1,793443° rispetto all'eclittica.